# Didier Vavasseur
Pour les articles homonymes, voir Vavasseur (homonymie).
Didier Vavasseur, né le 7 février 1961 à Évreux, est un kayakiste français, médaillé olympique en course en ligne.

## Carrière
Aux Jeux olympiques d'été de 1984 à Los Angeles, Didier Vavasseur remporte la médaille de bronze de l'épreuve de kayak à quatre en 1 000 m, avec Philippe Boccara, François Barouh et Pascal Boucherit. Il participe aussi aux Jeux olympiques d'été de 1988 à Séoul.